# Tokio Hotel
Tokio Hotel je německá skupina původem z Magdeburgu. Kapela se stejným složením (Bill Kaulitz – zpěv, Tom Kaulitz – kytara (piano), Georg Listing – baskytara (klávesy), Gustav Schäfer – bicí), ale pod jiným názvem (Devilish), vznikla v roce 2001. V roce 2005 vyšlo jejich první album s titulem "Schrei" a kapela se přejmenovala na Tokio Hotel. Od té doby neustále působí na hudební scéně a dosud vydala celkem 4 německá alba: "Schrei", rozšířenou verzi alba Schrei "Schrei: So laut Du kanst", "Zimmer 483" a "Humanoid", 4 anglická – "Scream", anglickou podobu "Humanoid", po pětileté pauze "Kings of Suburbia" a v roce 2017 vydala anglické album "Dream machine".

## Historie skupiny

### Počátky
Dvojčata Bill Kaulitz (1. září 1989) a o deset minut starší Tom Kaulitz začala veřejně vystupovat ve svých devíti letech. V roce 2001 se na svém vystoupení v Magdeburku seznámili s bubeníkem Gustavem Schäferem (8. září 1988) a baskytaristou Georgem Listingem (31. března 1987). Tom a Bill vystupovali jako dvoučlenná kapela s názvem Black questionmark, jejich zvuku ale chybělo větší spekrtum nástrojů. Začali zkoušet s Georgem a Gustavem a nakonec vytvořili společnou kapelu s názvem Devilish (Ďáblíci).
V roce 2003 se Bill zúčastnil německé pěvecké soutěže StarSearch, kde zaujal producenta Petera Hoffmanna. Celá kapela v roce 2005 podepsala smlouvu s nahrávací společností Universal v Hamburku. Od té doby jsou známí jako 'Tokio Hotel'. Proč si takto říkají má hned několik důvodů: Tokio – živé a pulsující město jako je sama skupina; Tokio jako město, ve kterém nikdy nebyli; a nakonec: v době, kdy vymýšleli nový název, si nebyli zcela jistí svou budoucností a osudem kapely – byl pro ně stejnou hádankou jako zcela neznámé exotické město. 'Hotel' je symbolem neustálého cestování za koncerty a akcemi a přespávání mimo domov. Za pomoci profesionálů Bill napsal či se stal spoluautorem většiny songů z prvního alba Schrei.

### Kariéra
Videoklip k jejich debutovému singlu Durch den Monsun (Skrz monzun) se v německých televizích objevil v červenci 2005. Poté skupina rychle získala velké množství fanynek. 20. srpna se písnička objevila na 15. pozici v německé hitparádě, 1. místo obsadila o šest dní později, 26. srpna. Na první místo se vyšplhala také v rakouských hitparádách.
V zemích Střední Evropy zaznamenali Tokio Hotel úspěch s asi půlročním odstupem.
Album Schrei (Křič) bylo uvedeno v září 2005 a záhy i stejnojmenný videoklip. Na začátku roku 2006 se pak objevil jejich třetí videoklip Rette Mich (Zachraň mě), který se rovněž vyhoupl na první místo v žebříčcích hitparád. Tato verze písničky se liší od té původní (z alba Schrei). Kromě instrumentálního doprovodu se také změnil také Billův hlas, dosud prakticky dětský. Nebylo také divu, když zpěvák v září 2005 oslavil šestnácté narozeniny.
V létě 2006 vyšel (zatím pouze v Německu) čtvrtý videoklip Der letzte Tag (Poslední den) spolu s pátým Wir schliessen uns Ein (Uzavíráme se), který na Der letzte Tag volně navazuje.
Na začátku roku 2007 vyšel nový videoklip jménem Übers Ende der Welt (Na konec světa) jako první ochutnávka ze zbrusu nového alba Zimmer 483" (Pokoj 483). Následoval klip "Spring Nicht" (Neskákej) rovněž z alba "Zimmer 483".
Další videoklip s názvem "An deiner seite (Ich bin da)" – "Po tvém boku (Jsem tu)" vyšel 19.10.2007 v Německu.
Pár týdnů poté, přesněji 2.11.2007 Tokio Hotel vydali nový videoklip 1000 Meere (1000 Moří) který vyšel na CD An deiner seite – rozšířená verze pro Německo.
V roce 2009 vyšlo jejich nové album Humanoid čítající hned tři singly Automatisch, World behind my wall a Dark side of the Sun. K těmto megasinglům kapela samozřejmě natočila videoklipy. Veškeré klipy Tokio Hotel jsou dostupné na jejich webových stránkách či na Youtube.com
V roce 2013 se dvojčata Kaulitzovi objevili na obrazovkách německé televize v pořadu Deutschland sucht den SuperStar (Německo hledá superstar), kde oba bratři zasedli za porotcovský stůl.
Po přestěhování do LA následovala pětiletá hudební pauza, kdy se dvojčata soustředila hlavně na svůj soukromý život. Potřebovali načerpat inspiraci a zhruba po roce se znovu pustili do psaní. V roce 2013 se chystalo vydání jejich 4. studiového alba, ale na poslední chvíli se kluci rozhodli vrátit zpět do studia a na písních ještě zapracovat. 12. září 2014 přichází singl z nového alba Kings of Suburbia Run Run Run (Běž běž běž). 23. září vychází druhý singl Girl Got a Gun (Dívka dostala zbraň). 1. října vychází třetí singl Love Who Loves You Back (Miluj toho, kdo tě miluje zpět), se kterým se, podle Tomových slov, kapele podařilo prorazit i do rádií. 3. října vychází již zmiňované album Kings of Suburbia (Králové předměstí). 27. března 2015 vychází další úspěšný singl Feel It All (Všechno to cítíme), se kterým vystoupili na silvestra roku 2014 u Brandenburské brány. I po dlouhé odmlce však fanoušci zůstali věrní a Tokio Hotel odjeli rozsáhlou tour jak po Evropě, tak po Americe a nejvíce koncertů odehráli v Rusku. Koncem roku 2015 se dozvídáme, že Bill intenzivně pracuje na své sólové kariéře. Nejedná se o rozpad kapely, nýbrž podnětem je píseň Love Don't Break Me (Láska mě nezlomí), která se nehodí do kontextu kapely. Billyho počin čítá celkem 5 písní a ze dvou Bill udělal singly - Love Don't Break Me a Not Over You (Nedostanu se přes tebe). Singl California High (Kalifornská výše) vyjde, podle Billových slov, v ten správný čas.
V roce 2016 kapela informovala o tom, že začíná pracovat na novém albu. Tentokrát však kluci vytvořili album pouze ve vlastní režii. Bill, Tom, Georg a Gustav zašli do studia a začali psát. První píseň, kterou napsali (Boy Don't Cry - Chlapče neplač) se jim velice zalíbila, a proto ve psaní pokračovali. Tom se chopil produkce a celé album spolu s ostatními členy kapely produkoval. Jako malý vánoční dárek 23. prosince vychází píseň Something New (Něco nového), ke které 9. února vychází videoklip. Jedná se o píseň, kterou chtěl Bill vždy napsat. O týden později, 29. prosince, vychází píseň What If (Co kdyby), ke které rovněž vychází videoklip, a to 21. února. 3. března vychází album Dream Machine. Za necelé 3 týdny vyrazila kapela na turné Dream Machine Tour. 3. dubna se kluci stavili i u nás v Praze a pro hudební televizi Óčko poskytli rozhovor, který naleznete zde: http://ocko.tv/exkluzivni-rozhovor-s-tokio-hotel-kluci-vystoupili-po-letech-v-praze-1e5-/clanek.aspx?c=A170405_114136_ocko-clanky_smk. A protože se kluci rozhodli nevydávat singly cestou projektu vevo, je celé album Dream Machine dostupné na jejich YT kanále.

### Tokio Hotel TV
Už od 12. listopadu 2007 zveřejňují kluci videa pod názvem Tokio Hotel TV. Týden co týden můžeme proniknout do světa celebrit, jak cvičí, koncertují a užívají života.

## Popularita a kritika
Tokio Hotel jsou široce oblíbení mezi náctiletými děvčaty po celé Evropě, v Americe a fanynky mají i v Japonsku. Velký podíl na jejich popularitě má sexappeal frontmana a zpěváka skupiny[zdroj⁠?!] – Billa Kaulitze a jeho dvojčete kytaristy Toma Kaulitze. Bill se svým oblékáním i celkovým vzezřením stylizuje – někteří tvrdí, že napodobuje zpěváka Briana Molka (Placebo) – do osobité obdoby visual kei stylu (netradičně střižené barevné vlasy, dlouhé černé lesklé nehty, nekonvenční šatník). Jeho androgenní zjev vyvolal mnoho rozporuplných reakcí mezi lidmi a někteří jej i Tokio hotel právě proto odsuzují. Mladý Kaulitz ale prohlásil, že je jednoduše umělec, který se vyjadřuje prostřednictvím své hudby stejně jako skrze svůj podivný výběr oblečení.
Tom na druhou stranu preferuje oblečení stylu hip hop. Dřív ho kombinoval s dready, čelenkou a kšiltovkou. Nyní má delší černé rasta copánky a své oblíbené kšiltovky poněkud ignoruje. Odsuzovali ho hlavně kvůli tomu že se tak obléka a nemá nic společného s tímhle stylem . Sám Tom prohlásil že možná jako umělec nemá co do činění s hip-hopem ale poslouchá tento typ hudby a prostě se mu to líbí.
Členové skupiny byli také kritizováni za příliš nízký věk a nezkušenost a jejich úspěch byl často označován za špičkovou práci profesionálů kolem nich. Ačkoli dvojčata jsou většinou pouze spoluautory hudby i textů – ačkoli jsou výjimky, například píseň Wir sterben niemmals aus z alba Zimmer 483 složila dvojčata sama – rozhodně se nedají zpochybnit jejich kvalitní výkony při živých vystoupení bez playbacku, snad kromě doby, kdy měl zpěvák vážné hlasové problémy (podrobnosti najdete ve článku o Billovi Kaulitzovi).

## Členové
- Bill Kaulitz - zpěv
- Tom Kaulitz - kytara, vokály
- Georg Listing – (31. března 1987 v Halle) působí jako baskytarista v německé skupině Tokio Hotel. Na baskytaru hraje od svých třinácti let. Říká, že jeho styl výrazně ovlivnili Red Hot Chili Peppers, Die Ärzte a Oasis.
- Gustav Schäfer – (8. září 1988 v Magdeburgu) bubeníkem kapely, momentálně žije v Magdeburgu či přechodně v Hamburku v blízkosti nahrávacího studia. Gustav hraje na bubny od svých pěti let a hudebně jej ovlivnili především Metallica, Joe Cocker a Rod Stewart.

## Diskografie

### Singly
- 2005: Durch den Monsun (Skrz monzun), Německo: #1

- 2005: Schrei (Křič), Německo: #5
- 2006: Rette mich (Zachraň mě), Německo: #1
- 2006: Der letzte Tag (Poslední den), Německo: ?
- 2007: Übers Ende der Welt (Přes konec světa), Německo
- 2007: Spring nicht (Neskákej), Německo
- 2007: Scream (Křič), Německo: ?
- 2007: An deiner seite (Ich bin da) (Já jsem tady) Na tvé straně) ?
- 2009: Automatisch/ Automatic (Automatická)
- 2010: Lass uns Laufen/ World behind my wall (Svět za mými zdmi)
- 2010: Dark side of the sun/ Sonnensystem (Odvrácená strana slunce)
- 2014: Love Who Loves You Back (Miluj toho, kdo tě miluje nazpět)
- 2015: Feel It All (Všechno to cítíme)
- 2016: What If (Co když
- 2016: Something New (Něco nového)
- 2017: Boy don't cry
- 2017: Easy
- 2019: Melancholic Paradise
- 2019 When It Rains It Pours
- 2019 Chateau
- 2020 Durch den Monsun 2020
- 2020 Berlin
- 2021 White Lies
- 2021 Behind Blue Eyes
- 2021 Sorry Not Sorry
- 2021 Here Comes the Night
- 2022 Bad Love
- 2022 HIM
- 2022 When We Were Younger
- 2022 Happy People (feat. Daði Freyr)
- 2022 Just A Moment (feat. VVAVES)
- 2022 Smells Like Summer (feat. ÁSDÍS)
- 2024 Colors of the Wind (from Disney's 'A Whole New Sound')

### Alba
- 2005: Schrei (Křič), Německo: #1
- 2006: Schrei: So laut du kannst (Křič: Jak nejhlasitěji dokážeš) – rozšířená verze, Německo: #1
- 2007: Zimmer 483
- 2007: Scream (Německo, Francie, Anglie)
- 2008: Scream (USA, Kanada)
- 2009: Humanoid (anglická a německá verze)
- 2010: Best of (anglická a německá verze)
- 2014: Kings of Suburbia
- 2017: Dream Machine
- 2022: 2001

### DVD
- 2005: Leb’ die Sekunde (Žij sekundou): Za scénou
- 2006: Schrei Live (Křič live)
- 2007: Zimmer 483 live (záběry z tour 483, která se odehrála roku 2007)
- 2008: Caught on Camera (episody TH TV, budoucnost- cesta k novému albu)
- 2010: Humanoid City – Live (vychází v Německu 17.7. a ve zbytku světa od 18.7., záběry z Humanoid City Tour v Evropě která se odehrávala od ledna do května 2010)
- 2017 Hinter die Welt

### Knihy
- Křič, jak jen dokážeš
- Tokio Hotel Fever (Tokio Hotel Horečka)

## Videoklipy
- 2005: Durch den Monsun
- 2005: Schrei
- 2006: Rette mich
- 2006: Der letze Tag
- 2006: Wir schliessen uns ein
- 2007: Übers Ende der Welt
- 2007: Spring nicht
- 2007: Scream
- 2007: Ready, Set, Go
- 2007: Monsoon
- 2007: An deiner Seite (Ich bin da)
- 2007: 1.000 Meere
- 2008:  Don't Jump
- 2009: Automatic/Automatisch
- 2009: Lass uns Laufen/ World Behind My Wall
- 2010: Darkside of the Sun
- 2014: Run, Run, Run
- 2014: Girl Got a Gun
- 2014: Love Who Loves You Back
- 2015: Feel It All
- 2017: Something New
- 2017: What If
- 2017: Boy don't cry
- 2017: Easy
- 2019: Melancholic Paradise
- 2019: When It Rains It Pours
- 2019: Chateau
- 2020: Durch den Monsun 2020/Monsoon 2020
- 2020: Berlin (feat. VVAVES)
- 2021: White Lies (feat. VIZE)
- 2021: Behind Blue Eyes
- 2021: Sorry Not Sorry (feat. badchieff)
- 2021: Here Comes the Night
- 2022: Bad Love
- 2022: HIM
- 2022: When We Were Younger
- 2022: Just A Moment (feat. VVAVES)
- 2024 Colors of the Wind